# 安房郡市広域市町村圏事務組合
安房郡市広域市町村圏事務組合（あわぐんしこういきしちょうそんけんじむくみあい）は、千葉県館山市、鴨川市、南房総市及び安房郡鋸南町の3市1町が設立している一部事務組合。

## 概要

### 事務所
- 館山市北条1145番地1（館山市役所内）

### 主な事務内容
- 関係市町圏の振興整備に関する計画の策定等
- 粗大ごみ処理施設の設置、管理及び運営
- 火葬場施設の設置、管理及び運営（長狭地区火葬場・安房聖苑、2012年に館山火葬場と千倉火葬場が安房聖苑に統合し閉鎖）
- 常備消防事務
- 関係市町の職員の共同研修及び統一採用試験
- 特別養護老人ホーム、知的障害者更生施設、知的障害者授産施設、介護老人保健施設等の設置、管理及び運営に要する費用の一部助成
- 地域救急医療

### 組織
- 理事会－理事は関係市町長
- 理事長（理事が互選）
- 副理事長（理事が互選）
- 会計管理者（関係市町の会計管理者の中から理事会が組合議会の同意を得て選任）

## 常備消防事務

### 概要
- 消防本部：館山市北条1087-1
- 管内面積：576.89km2
- 職員定数：262人
- 消防署2カ所、分署2カ所、分遣所9カ所
- 主力機械（2019年4月1日現在）
  - 普通消防ポンプ自動車：2
  - 水槽付消防ポンプ自動車：13
  - はしご付消防自動車：2
  - 化学消防自動車：1
  - 救急自動車：8
  - 指揮車：2
  - 救助工作車：2
  - 小型動力ポンプ：14
  - 広報車：3
  - 査察車：2
  - 資機材搬送車：1

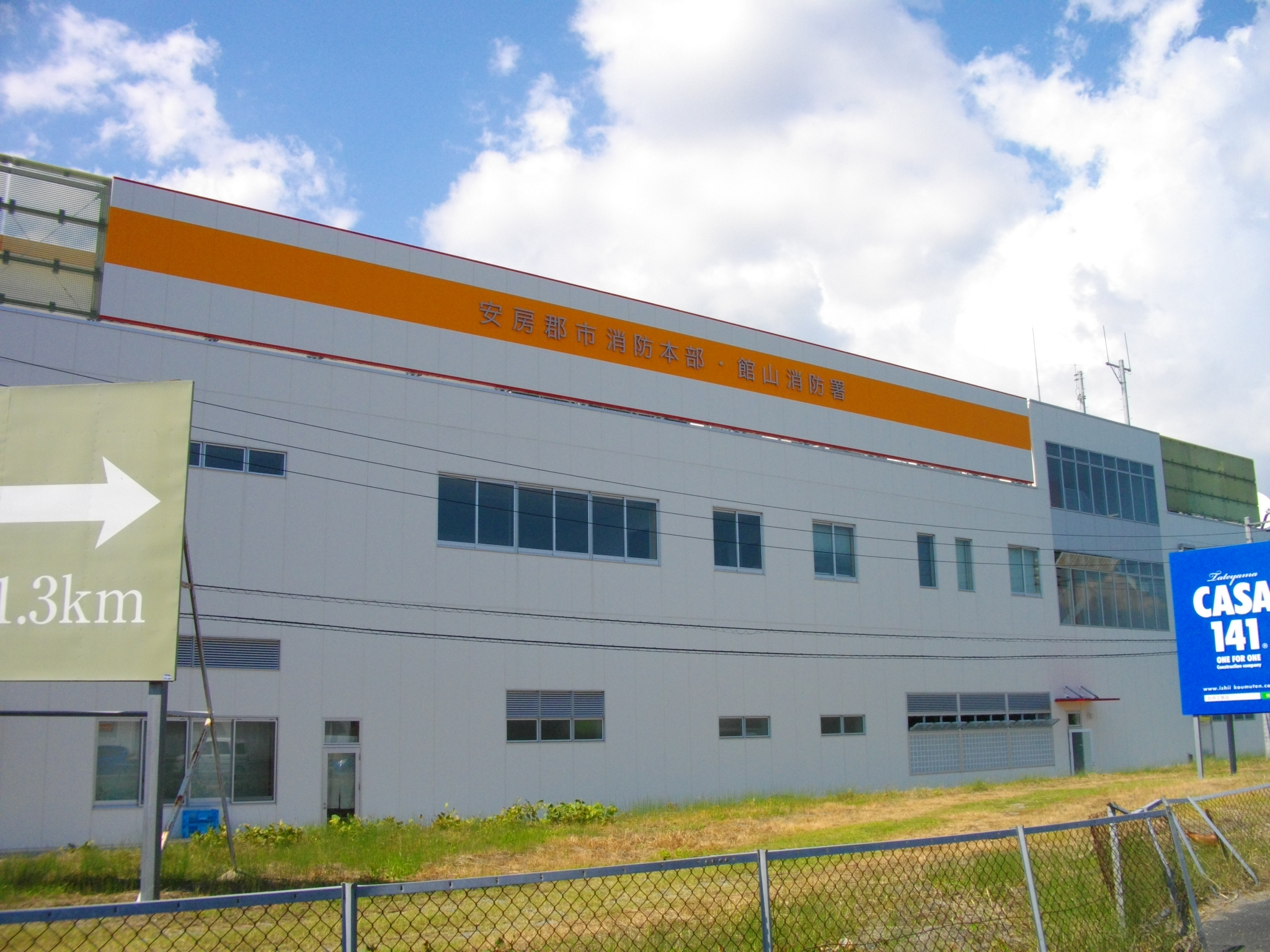
安房郡市広域市町村圏事務組合消防本部

【主力機械に関する参考文献：令和元年版消防防災年報（安房郡市広域市町村圏事務組合）】

### 沿革
- 1970年9月10日　館山市、鴨川市、安房郡富浦町、富山町、鋸南町、白浜町、千倉町、丸山町、和田町、天津小湊町及び三芳村の2市8町1村により安房郡市広域市町村圏事務組合を設立する。
- 1972年4月1日　安房郡市広域市町村圏事務組合消防本部を開設する。
- 2005年2月11日 鴨川市と天津小湊町が合併し、鴨川市が発足する。組合構成市町が2市7町1村となる。
- 2006年3月20日　富浦町、富山町、白浜町、千倉町、丸山町、和田町及び三芳村が合併し、南房総市が発足する。組合構成市町が3市1町となる。
- 2012年3月20日　安房郡市消防本部及び館山消防署を千葉県立安房南高等学校跡地に移転した[1]。

### 消防署
| 消防署     | 住所             | 分署 | 分遣所                                                                      |
| ---------- | ---------------- | --- | --------------------------------------------------------------------------- |
| 館山消防署 | 館山市北条1087-1 | 鋸南：鋸南町下佐久間953-1 西岬：館山市浜田199-1 白浜：南房総市白浜町白浜2951 千倉：南房総市千倉町北朝夷2830-2 和田：南房総市和田町小川711-2 | 富浦：南房総市富浦町多田良1191 神戸：館山市犬石1496 犬掛：南房総市犬掛161-1 |
| 鴨川消防署 | 鴨川市横渚1450   | なし | 長狭：鴨川市金束1-1 天津小湊：鴨川市内浦52-3                                |